# Flerårig brudeslør
Flerårig brudeslør (Gypsophila paniculata) er en flerårig, urteagtig plante med en busket vækst og store, løse blomsterstande med små, hvide blomster. Planten dyrkes i haverne og bruges i blomsterbinderiet.

## Kendetegn
Flerårig brudeslør er en flerårig, urteagtig plante med en buskformet vækst. Den danner en roeagtigt fortykket pælerod på op til 2,4 m længde. Stænglerne er oprette, hårløse og forgrenede. Bladene er modsatte, lancetformede med hel rand og tydelig spids. Blomstringen foregår i juni-september, hvor man finder blomsterne samlet i løse, endestillede stande. De enkelte blomster er 5-tallige og regelmæssige med hvide (eller sjældent: lyserøde) kronblade. Frugterne er kapsler med flere frø.
Planten når en højde på 50-90 cm og en noget større bredde. Rodnettet består af en meget dybtgående, roeformet pælerod (op til 2,40 m lang) og forholdsvis få siderødder. Hele toppen af planten tørrer ind om efteråret, og når den løsnes fra roden, ruller den med vinden, hvorved frøene spredes.

## Udbredelse
Flerårig brudeslør har sin naturlige udbredelse i Lilleasien, Kaukasus, Sibirien, Centralasien, Kina og Østeuropa. Desuden er planten forvildet fra dyrkning i bl.a. Tyskland, de Baltiske lande, det meste af Nordamerika samt Brasilien. I Danmark ses den dyrket i mange haver og parker, og blomsterstandene bruges som "staffage" i buketter.
Arten er knyttet til lysåbne og varme voksesteder (steppe) med veldrænet, kalkrig bund. I de nordlige, russiske steppeområder vokser arten i et træløst landskab (bortset fra øer af pionerarten bævreasp) sammen med bl.a. Androsace elongata (en art af fjeldarve), bjergrørhvene, bleg kongelys, bævreasp, Centaurea ruthenica (en art af knopurt), gul skabiose, gul snerre, guldstjerne (flere arter), hårtotfjergræs (og flere andre arter), Lathyrus pannonicus (en art af fladbælg), sommeranemone, stakløs hejre, sølvhindebæger, trådpæon, tulipan (flere arter) og våradonis

## Note
1. ↑  Beth Chatto gardens: The Large-Tufted Feather-Grass Steppes of Russia Arkiveret 26. februar 2013 hos  Wayback Machine – (engelsk)-sproget oversigt over blomstrende planter i de russiske stepper